# Wapen van Ootmarsum

Het wapen van Ootmarsum

Het wapen van Ootmarsum werd op 24 november 1819 per besluit door de Hoge Raad van Adel aan de Overijsselse gemeente Ootmarsum bevestigd. Vanaf 2001 is het wapen niet langer als gemeentewapen in gebruik omdat de gemeente Ootmarsum, samen met de gemeenten Weerselo en Denekamp opging in een nieuwe gemeente. Deze gemeente werd eerst nog Denekamp genoemd. Op 1 juni 2002 werd de naam van deze gemeente gewijzigd in Dinkelland. Het wapen van Dinkelland is gebaseerd op hetzelfde wapen als de wapens van Ootmarsum en Denekamp.

## Blazoenering
De blazoenering van het wapen luidt als volgt:
Van lazuur, beladen met een goud kruis waarop een verkort en smal kruis van lazuur en gekantonneerd met een gouden klimmenden leeuw. Het schild gedekt met een gouden kroon.
Niet vermeld is dat de kroon vijfbladerig is en vier parels heeft. Omdat de burgemeester in 1815 niet wist wat de oorspronkelijke kleuren waren van het wapen, is het wapen in rijkskleuren bevestigd.

## Verklaring
Het wapen is gebaseerd op het wapen van de familie Van Ootmersum. Deze voerde als wapen een schild van zilver met een kruis van sabel en in ieder kanton een leeuw van azuur. Wellicht is er een nog vroegere verbinding met een familie Van Oetmerschem, maar daar is geen wapen van bekend.

## Verwante wapens

Wapen van Dinkelland
Wapen van Denekamp per 1898
Wapen van Denekamp per 1978
Wapen van Tubbergen per 1898
Wapen van Tubbergen per 1971